# Porta sud del battistero di Firenze
La Porta sud del battistero di Firenze, in bronzo con dorature (577x428 cm), fu disegnata da Andrea Pisano e fusa da Leonardo d'Avanzo con l'aiuto dei rispettivi collaboratori, tra il 1329 e il 1336. L'opera è firmata in alto, l'unica di Andrea a portare tale riconoscimento voluto dall'artista: "ANDREAS UGOLINI NINI DE PISIS ME FECIT A.D. M.CCC.XXX". La cornice a motivi vegetali è invece opera di Vittore Ghiberti, databile al 1453-1466.
I due battenti, alla fine di un capillare restauro, sono stati musealizzati nel 2009 e sostituiti da copie all'esterno. Oggi si ammirano vicino alle altre porte originali del battistero nel Museo dell'Opera del Duomo.

## Storia
L'Arte di Calimala, responsabile del battistero di Firenze, nel 1322 decise di ricoprire con formelle di bronzo la porta lignea esistente sul lato est, quella rivolta al Duomo; il fatto che la porta venisse poi spostata sul lato sud, nel 1452, secondo una notizia del Vasari ripresa un po' da tutte le fonti fino ad oggi, è stato recentemente messo in dubbio per discrepanze nelle misure tra le due aperture. L'apertura sul lato sud dopotutto aveva un'importanza sicuramente non secondaria, poiché da qui entravano i padrini coi fanciulli da battezzare.
Venne incaricato della nuova opera l'orefice Piero di Jacopo, ma i risultati dovettero sembrare deludenti, se nel 1329 si cambiò il progetto, preferendo rifarla interamente in metallo. Piero fu allora inviato a Pisa, a studiare la Porta di san Ranieri, che Bonanno Pisano aveva realizzato per il Duomo di quella città, e, contemporaneamente, si spedì a Venezia un legato in cerca di un artigiano capace di fondere il bronzo e di raddrizzare gli stipiti già fusi con vari difetti.
Fu arruolato così il veneziano Leonardo d'Avanzo, che creò l'intelaiatura dei battenti assistito da vari collaboratori. Nel frattempo, dal 1330, il disegno delle formelle era stato affidato ad Andrea Pisano, artista conoscitore di Giotto e delle opere di Nicola e Giovanni Pisano. L'artista, che dovette curare anche la rifinitura a cesello dopo la fusione, si ispirò a varie fonti: alle Storie del Battista nei mosaici della cupola, alla Cappella Peruzzi di Giotto e, in parte, per gli ultimi riquadri, alle Virtù affrescate nella Cappella degli Scrovegni.
La data del 1330, riportata con la firma, è da intendersi come data d'inizio dei lavori di Andrea Pisano, che vennero conclusi solo nel 1336, in seguito a un rallentamento dovuto a un difetto della fusione. In quell'anno la porta venne solennemente messa in opera in occasione della festa di San Giovanni del 26 giugno. I lavori alla porta sono riccamente documentati da una copia settecentesca dei documenti originali (carte Strozziane, serie II, vol. LI, I e II), conservata nell'Archivio di Stato di Firenze. In tali carte si trovano i nomi di vari collaboratori tra cui, oltre a Piero di Jacopo, Piero di Donato e Lippo Dini.
Tradizionalmente, nel 1424 la porta avrebbe avuto la collocazione attuale, per far posto sul lato più importante alla porta con Storie di Cristo di Lorenzo Ghiberti, giudicata più bella e aggiornata al gusto rinascimentale corrente; la porta di Ghiberti a sua volta cedette il passo, nel 1452, alla Porta del Paradiso, dello stesso autore, finendo sul lato nord. Studi più recenti, sulla base del raffronto delle misure delle porte, pensano invece che la porta del Pisano sia sempre stata sul lato sud, non comparendo mai davanti alla cattedrale.
La cornice che inquadra i battenti, a motivi vegetali, è più tarda e venne realizzata dopo la fine dei lavori alla Porta del Paradiso da Vittore Ghiberti su disegno del padre Lorenzo: nel 1453 i due stipularono infatti un contratto, ma il primo pagamento a Vittore risale solo al 1456, a un anno dalla morte del padre, per cui l'opera è riferita solitamente a lui. L'esecuzione si protrasse fino al 1466.
Nel 2019 la porta è stata sottoposta a restauro, riscoprendo gran parte della doratura originale delle figure e delle cornici, e collocata nel Museo dell'Opera del Duomo; all'esterno è stata sostituita da una copia.

## Descrizione

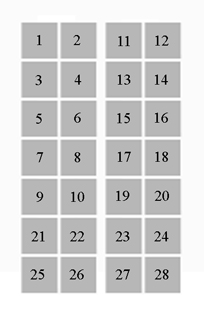
Schema della disposizione delle formelle nella porta di Andrea Pisano

La porta è suddivisa in ventotto formelle, disposte su sette file di quattro, con scene inquadrate da una cornice a losanga lobata (anche nota come  «compasso gotico» o quadrilobo), che aggiornò secondo un gusto più tipicamente gotico la tipologia dei portali romanici a formelle rettangolari. I quadrilobi sono a loro volta racchiusi in altre cornici quadrate, con il risultato di una continua tensione tra linee rette, arcuate e spezzate. Le formelle sono separate da bordi dentellati e una cornice con rosette alternate a piccole piramidi (che simulano le capocchie dei chiodi nelle porte lignee) e teste leonine agli angoli, secondo un motivo che aggiornava gli spartiti di Bonanno Pisano.
Le prime venti formelle narrano Episodi della vita di san Giovanni Battista, iniziando da quelle del battente sinistro (da 1 a 10) e proseguendo poi nel battente destro (da 11 a 20), mentre le altre otto, nei due registri più bassi, recano personificazioni delle tre Virtù teologali (da 21 a 23) con l'aggiunta dell'Umiltà (24) e delle quattro virtù cardinali (da 25 a 28), nell'ultima fila di formelle in basso. La doratura, ad amalgama di mercurio, fu applicata ai rilievi delle figure e ai motivi ornamentali dell'intelaiatura.
In essa si nasconde un messaggio teologico molto complesso che si può legare alle scene del Battista in vita (battente di destra per chi esce) e in morte (battente di sinistra).

## Ricostruzione
|                                     |                                       |                                       |                                         |  |
| 1. Annuncio dell'angelo a Zaccaria  | 2. Zaccaria ammutito                  | 11. San Giovanni rimprovera Erode     | 12. Incarcerazione di san Giovanni      |  |
|                                     |                                       |                                       |                                         |  |
| 3. Visitazione                      | 4. Natività del Battista              | 13. Visita dei discepoli              | 14. Gesù risana lo storpio              |  |
|                                     |                                       |                                       |                                         |  |
| 5. Imposizione del nome al Battista | 6. San Giovanni fanciullo nel deserto | 15. Danza di Salomè                   | 16. Decollazione di san Giovanni        |  |
|                                     |                                       |                                       |                                         |  |
| 7. Predica ai Farisei               | 8. Annuncio della venuta di Cristo    | 17. Presentazione della testa a Erode | 18. Salomè presenta la testa a Erodiade |  |
|                                     |                                       |                                       |                                         |  |
| 9. Battesimo dei seguaci            | 10. Battesimo di Gesù                 | 19. Trasporto della salma del santo   | 20. Sepoltura di san Giovanni           |  |
|                                     |                                       |                                       |                                         |  |
| 21. Speranza                        | 22. Fede                              | 23. Carità                            | 24. Umiltà                              |  |
|                                     |                                       |                                       |                                         |  |
| 25. Fortezza                        | 26. Temperanza                        | 27. Giustizia                         | 28. Prudenza                            |  |

| Elenco delle scene |
| 1. Annuncio dell'angelo a Zaccaria 2. Zaccaria diviene muto per aver dubitato dell'annuncio a causa dell'età avanzata della moglie 3. Visitazione 4. Natività del Battista 5. Imposizione del nome al Battista 6. San Giovanni fanciullo nel deserto 7. Predica ai Farisei 8. Annuncio della venuta di Cristo 9. Battesimo dei seguaci 10. Battesimo di Gesù 11. San Giovanni rimprovera Erode 12. Incarcerazione di san Giovanni 13. Visita dei discepoli 14. Gesù risana lo storpio 15. Danza di Salomè 16. Decollazione di san Giovanni 17. Presentazione della testa a Erode 18. Salomè presenta la testa a Erodiade 19. Trasporto della salma del santo 20. Sepoltura di san Giovanni 21. Speranza 22. Fede 23. Carità 24. Umiltà 25. Fortezza 26. Temperanza 27. Giustizia 28. Prudenza |

## Stile
Stilisticamente le formelle dimostrano la conoscenza di più influssi, dalle recenti conquiste di Giotto al gotico francese, fino all'arte classica. L'artista realizzò figure singole o gruppi in forte aggetto, con uno stile sobrio e raffinato, memore del gusto di Nicola e Giovanni Pisano. Ogni composizione rappresenta un'opera a sé stante, in cui da un fondo liscio si staccano i personaggi. Non è ancora curato il rapporto tra figure e spazio, però l'artista riuscì a intornare un nuovo equilibrio tra il gusto gotico per la linea e il plasticismo degli scultori toscani.
In particolare, la figura della Speranza, risponde appieno all'iconografia finora stabilita: è vista di profilo e il suo corpo è proteso verso il cielo, così come le sue braccia e il suo sguardo; anche se non si vede, si capisce che a porle la corona è un angelo; è anch'essa alata, ma al contrario dello slancio che pervadeva la Virtù giottesca (presente nella Cappella degli Scrovegni a Padova), questa risulta seduta, sebbene il suo abito ricco di panneggi, lasci presagire un leggero spostamento verso l'angelo.

## La cornice

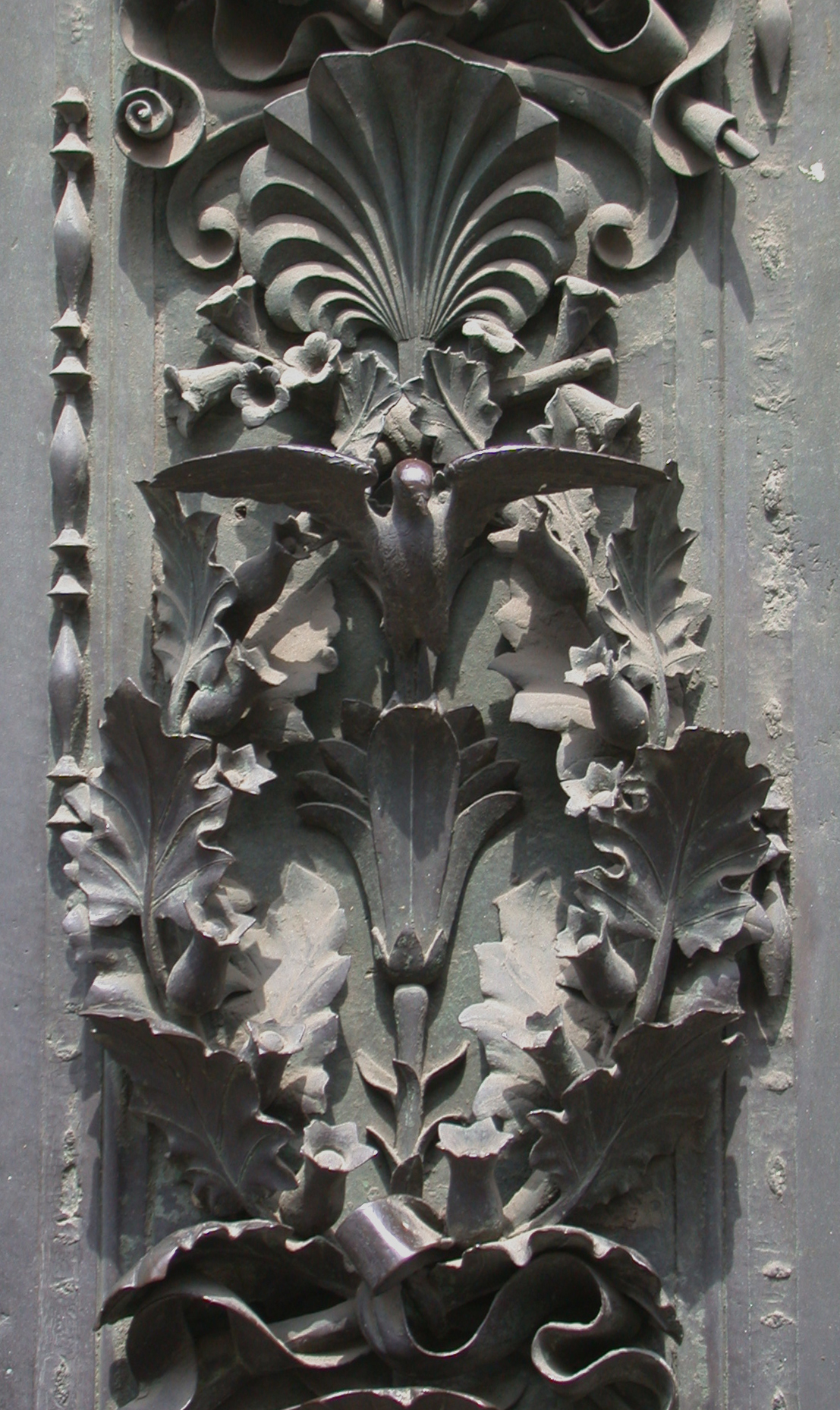
Motivo ornamentale sullo stipite

La cornice esterna, di Vittore Ghiberti su disegno del padre, mostra fogliami, animaletti e figure umane composte con grazie su probabile disegno del padre, Lorenzo Ghiberti, nel 1453-1466. Lo studio delle specie vegetali riportate, recentemente concluso, vi ha letto un messaggio simbolico preciso. Negli angoli inferiori si trovano infatti le rappresentazioni di Adamo, a sinistra, ed Eva a destra: il primo è sormontato da un vaso con l'olio della vita e da piante (olivo, spighe di grano, gigli) e animali positivi, legate ai concetti di fertilità e di salvezza, attraverso il lavaggio dal Peccato originale col battesimo; la seconda invece ha i tipici attributi delle streghe del fuso e della conocchia, nonché della Fortuna avversa (vela gonfia al vento e instabilità), sormontata dal vaso con l'olio delle streghe e dalle piante psicotrope con cui esso si preparava, come il papavero, l'agrifoglio, l'alchechengio, l'aquilegia, il viburno (manico delle scope), il sorgo (parte flessibilie delle scope) e il giusquiamo.
Negli angoli superiori si trovano invece due putti con cornucopie. Emblemi della fortuna, ripresi dalla statua sulla colonna dell'Abbondanza (o Dovizia) in piazza della Repubblica, alludono alla speranza che la società fiorentina riponeva nei fanciulli battezzati.

## Sculture di coronamento
La porta è coronata, come le altre, da un gruppo scultoreo, con il Battista col carnefice durante l'esecuzione e Salomè, di Vincenzo Danti (1571), restaurate nel 2008 e da allora conservate nel Museo dell'Opera del Duomo e sostituite da copie all'esterno.